# Алексін
Але́ксін (рос. Алексин) — місто в Російській Федерації, адміністративний центр Алексінського району Тульської області.